# 大龙水库
大龙水库是中国广西壮族自治区柳州市柳城县境内的一座水库，位于龙江大龙河上，建于1958年。水库正常库容为1268万立方米，集雨面积为24平方千米，海拔为201.47米。